# Begonia riparia
Espèce
Begonia riparia est une espèce de plantes de la famille des Begoniaceae.
Elle a été décrite en 1961 par Edgar Irmscher (1887-1968).